# Férfi csapat kardvívás az 1912. évi nyári olimpiai játékokon
A Stockholmban megrendezett 1912. évi nyári olimpiai játékokon a férfi csapat kardvívás egyike volt az 5 vívószámnak. 11 nemzet indult a versenyen és a magyar csapat nyerte az aranyérmet.

## Vívók listája
Ausztria
- Richard Verderber
- Otto Herschmann
- Rudolf Cvetko
- Andreas Suttner
- Friedrich Golling
- Albert Bógathy
- Reinhold Trampler

Belgium
- Henri Anspach
- Léon Tom
- Marcel Berré
- Philippe Le Hardy de Beaulieu
- Robert Hennet

Bohémia
- Josef Pfeiffer
- Vilém Goppold von Lobsdorf
- Bedřich Schejbal
- Josef Čipera
- Otakar Švorčík

Dánia
- Jens Berthelsen
- Ejnar Levison
- Hans Olsen
- Ivan Osiier
- Lauritz Christian Østrup

Hollandia
- Jetze Doorman
- Dirk Scalongne
- Arie de Jong
- Willem Hubert van Blijenburgh
- Hendrik de Iongh
- George van Rossem

Magyarország
- Fuchs Jenő
- Schenker Zoltán
- Berty László
- Mészáros Ervin
- Tóth Péter
- Werkner Lajos
- Gerde Oszkár
- Földes Dezső

Nagy-Britannia
- Archie Corble
- Edward Brookfield
- Alfred Ridley-Martin
- Harry Butterworth
- Richard Crawshay
- William Marsh

Németország
- Friedrich Schwarz
- Fritz Jack
- Johann Adam
- Georg Stöhr
- Walther Meienreis
- Hermann Plaskuda
- Jakob Erckrath de Bary
- Emil Schön
- Julius Lichtenfels

Olaszország
- Edoardo Alaimo
- Giovanni Benfratello
- Fernando Cavallini
- Nedo Nadi
- Ugo Di Nola
- Gino Belloni

Oroszország
- Vlagyimir Andrejev
- Alekszandr Skilev
- Vlagyimir Danics
- Apollon Adolfovics Giber fon Grejfenfelsz
- Nyikolaj Kuznyecov
- Alekszandr Mordovin
- Georgij Zakirics
- Anatolij Tyimofjev

Svédország
- Axel Jöhncke
- Helge Werner
- Birger Personne
- Carl-Gustaf Klerck

## Eredmény

### Negyeddöntők
| A csoport | A csoport      | A csoport | A csoport | A csoport |
| Helyezés  | Nemzet         | Gy        | V         | Kval.     |
| --------- | -------------- | --------- | --------- | --------- |
| 1         | Cseh Királyság | —         | —         | QS        |
| 1         | Magyarország   | —         | —         | QS        |
| B csoport |                |           |           |           |
| Helyezés  | Nemzet         | Gy        | V         | Kval.     |
| 1         | Belgium        | 1         | 0         | QS        |
| 1         | Olaszország    | 1         | 0         | QS        |
| 3         | Oroszország    | 0         | 2         |           |
| C csoport |                |           |           |           |
| Helyezés  | Nemzet         | Gy        | V         | Kval.     |
| 1         | Nagy-Britannia | 1         | 0         | QS        |
| 2         | Németország    | 0         | 0         | QS        |
| 3         | Svédország     | 0         | 1         |           |
| D csoport |                |           |           |           |
| Helyezés  | Nemzet         | Gy        | V         | Kval.     |
| 1         | Ausztria       | 2         | 0         | QS        |
| 2         | Hollandia      | 1         | 1         | QS        |
| 3         | Dánia          | 0         | 2         |           |

### Elődöntők
| A csoport | A csoport      | A csoport | A csoport | A csoport |
| Helyezés  | Nemzet         | Gy        | V         | Kval.     |
| --------- | -------------- | --------- | --------- | --------- |
| 1         | Cseh Királyság | 3         | 0         | QF        |
| 2         | Hollandia      | 2         | 1         | QF        |
| 3         | Belgium        | 1         | 2         |           |
| 4         | Nagy-Britannia | 0         | 3         |           |
| B csoport |                |           |           |           |
| Helyezés  | Nemzet         | Gy        | V         | Kval.     |
| 1         | Magyarország   | 3         | 0         | QF        |
| 2         | Ausztria       | 2         | 1         | QF        |
| 3         | Olaszország    | 1         | 2         |           |
| 4         | Németország    | 0         | 3         |           |

### Döntő
| Döntő    | Döntő          | Döntő     | Döntő    | Döntő     | Döntő    |
| Helyezés | Nemzet         | Csapat Gy | Csapat V | Egyéni Gy | Egyéni V |
| -------- | -------------- | --------- | -------- | --------- | -------- |
| Arany    | Magyarország   | 3         | 0        | 24        | 8        |
| Ezüst    | Ausztria       | 2         | 1        | 24        | 20       |
| Bronz    | Hollandia      | 1         | 2        | 14        | 30       |
| 4        | Cseh Királyság | 0         | 3        | 14        | 18       |